# Az élet csodaszép
Az élet csodaszép (eredeti cím: It's a Wonderful Life) 1946-ban bemutatott amerikai családi dráma Frank Capra rendezésében.
A film középpontjában a James Stewart alakította George Bailey áll, akinek a Szenteste előtt fenyegető öngyilkossága miatt megjelenik egy Clarence nevű őrangyal, aki megmutatja neki mennyire fontos is szerepe a családja és közössége életében.
Annak ellenére, hogy a film eleinte a bevételek miatt csalódást okozott, később klasszikussá vált, és a karácsonyi televíziózás egyik szimbólumaként tartják számon világszerte. Egy 2006-os értékelés így ír a filmről: "Bár nem volt teljes kudarc a bevétel szempontjából, ahogy ma mindenki gondolja... kezdetben nagy csalódás volt, és megerősítette legalább a stúdiókat abban, hogy Capra már nem képes olyan eredményeket elérni, mint korábbi kasszasikereivel."
Az élet csodaszépet öt Oscar-díjra jelölték, emellett Capra elnyerte a legjobb rendezőnek járó Golden Globe-díjat. Az Amerikai Filmintézet beválasztotta a produkciót minden idők 100 legjobb amerikai filmje közé.

## Cselekmény
|  | Alább a cselekmény részletei következnek! |

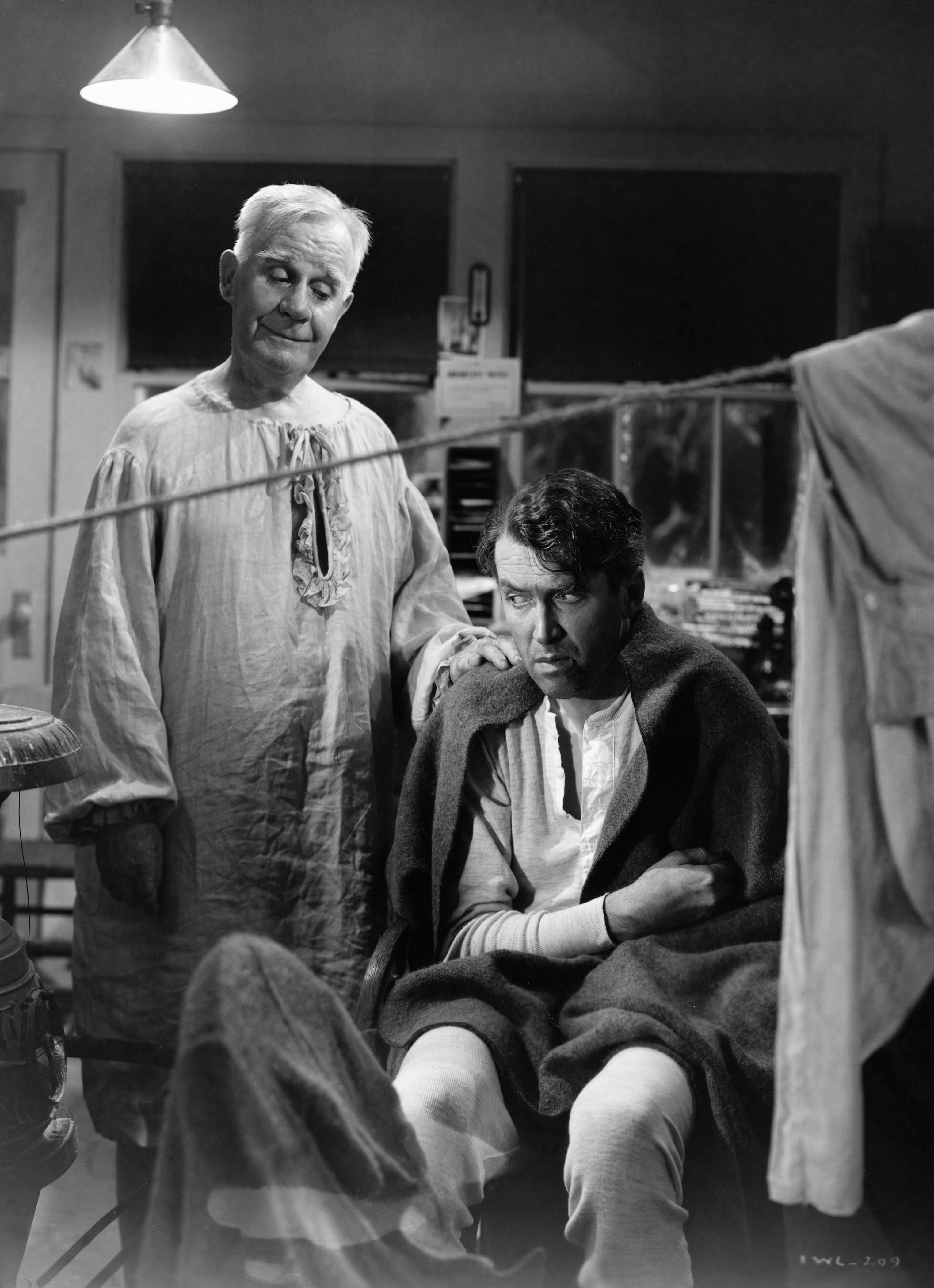
Clarence, az őrangyal (Henry Travers) és George Bailey (James Stewart)

December 24-én George Bailey (James Stewart) dolgai nem állnak jól. Az érte elhangzott imák a barátaitól és családjától meghallgatásra találnak a Mennyországban, és Clarence Odbody (Henry Travers) másodosztályú angyalt jelölik ki, hogy mentse meg a férfit, amivel Clarence kiérdemelheti a szárnyait. Franklin és Joseph főangyalok visszanézik George életét Clarence-szel. A 12 éves George kimenti öccsét, Harryt egy befagyott tóból, de ezért elveszti egyik fülére a hallását. Később, mint gyógyszertári inas megmenti éberségével a gyásztól lesújtott főnökét, Mr. Gowert (H. B. Warner), aki véletlenségből mérget ír fel egy gyermeknek szánt receptre.
George álma az volt, hogy világot akar látni. De minduntalan feláldozza ambícióit másokért. Harryre (Todd Karns) vár, hogy befejezze a középiskolát, és átvegye a helyét a Bailey Építési és Hitel Egyesületnél. 1928-ban öccse érettségi bálján beszél jövendőbeli feleségével, Mary Hatch-csel (Donna Reed), aki kislánykora óta szerelmes belé. Az este folyamán George szórakozott nagybátyja, Billy bácsi (Thomas Mitchell) és Harry közli George-dzsal, hogy édesapjukat stroke érte. Néhány hónappal később Henry F. Potter (Lionel Barrymore), egy szívtelen háziúr és többségi részvényes az Építészeti és Hitel Egyesületnél megpróbálja meggyőzni az igazgatóságot, hogy állítsák le a lakáshitelt a szegények részére. George lebeszéli az igazgatóságot Potter javaslatáról, de csak azzal a feltétellel mennek bele, ha George veszi át a cég irányítását. Megegyezik öccsével, hogy ha Harry elvégzi a főiskolát, akkor ő lesz az új igazgató.
Mikor Harry lediplomázik, hazahoz egy feleséget, akinek az apja a vállalatában remek munkát ajánlott neki. George nem hibáztatja öccsét, hogy él a jó lehetőséggel.
George és Mary összeházasodnak. Amikor elhagynák a várost, hogy nászútra induljanak, arról értesülnek, hogy az Építési és Hitel Egyesületet csőd fenyegeti. A friss házaspár ezért a nászútra szánt 2000 dollárt a betétesek kielégítésére szánja.
George és Mary négy gyermeket nevelnek. A férfi elkezdi a Bailey Park építését, egy lakónegyedet szegényebb emberek számára, hogy ne kelljen azoknak fizetni a magas bérleti költségeket Potternek. Potter megpróbálja George-ot alkalmazni húszezer dolláros éves fizetést ajánlva neki, emellett üzleti utakat New Yorkba és Európába. George kísértésbe esik, de végül visszautasítja az ajánlatot.
Mikor kitör a második világháború, George alkalmatlan katonai szolgálatra a rossz füle miatt. Harry a Légierő vadászpilótája lesz, akit Medal of Honorral tüntetnek ki, amiért 15 ellenséges gépet lőtt ki, melyek közül kettő amerikai csapatokat szállító hajót támadott a Csendes-óceánon.
1946. december 24-én Billy bácsi a bankba igyekszik, hogy betegyen nyolcezer dollár betétet az Építési és Hitel Egyesület részére, amikor összetalálkozik Potterrel. Büszkén mutatja a férfinak az újság címlapján lévő kitüntetett Harryt. Potter dühösen megragadja az újságot, aminek a belsejében később felfedezi a pénzt, amit nem ad vissza. Mikor Billy bácsi észreveszi a pénz hiányát, a pánikszerű keresés kezdetét veszi. Közben egy banki ellenőr vizsgálni kezdi a könyvelést, a kétségbeesett George pedig Potterhez fordul kölcsönért, hogy megmentse a céget, de az nemet mond, ráadásul azzal fenyegetőzik, hogy letartóztatási parancsot fog szerezni ellene banki csalás miatt.
George a bajokat próbálja távol tartani a családjától, mielőtt azok rájuk zúdulnának, és egy régi barátja, Martini (William Edmunds) kocsmájában leissza magát. Egy fának vezetve összetöri autóját a hóviharban. A hídhoz tántorog, hogy véget vessen életének. Úgy érzi „többet ér holtan, mint élve”, mert van egy tizenötezer dolláros életbiztosítása. Mielőtt a folyóba vetné magát, Clarence megjelenik és beleugrik előtte, majd úgy tesz, mintha fuldokolna a vízben. George kimenti a folyóból, Clarence pedig felfedi kilétét, hogy ő az őrangyala. George persze nem hiszi el.

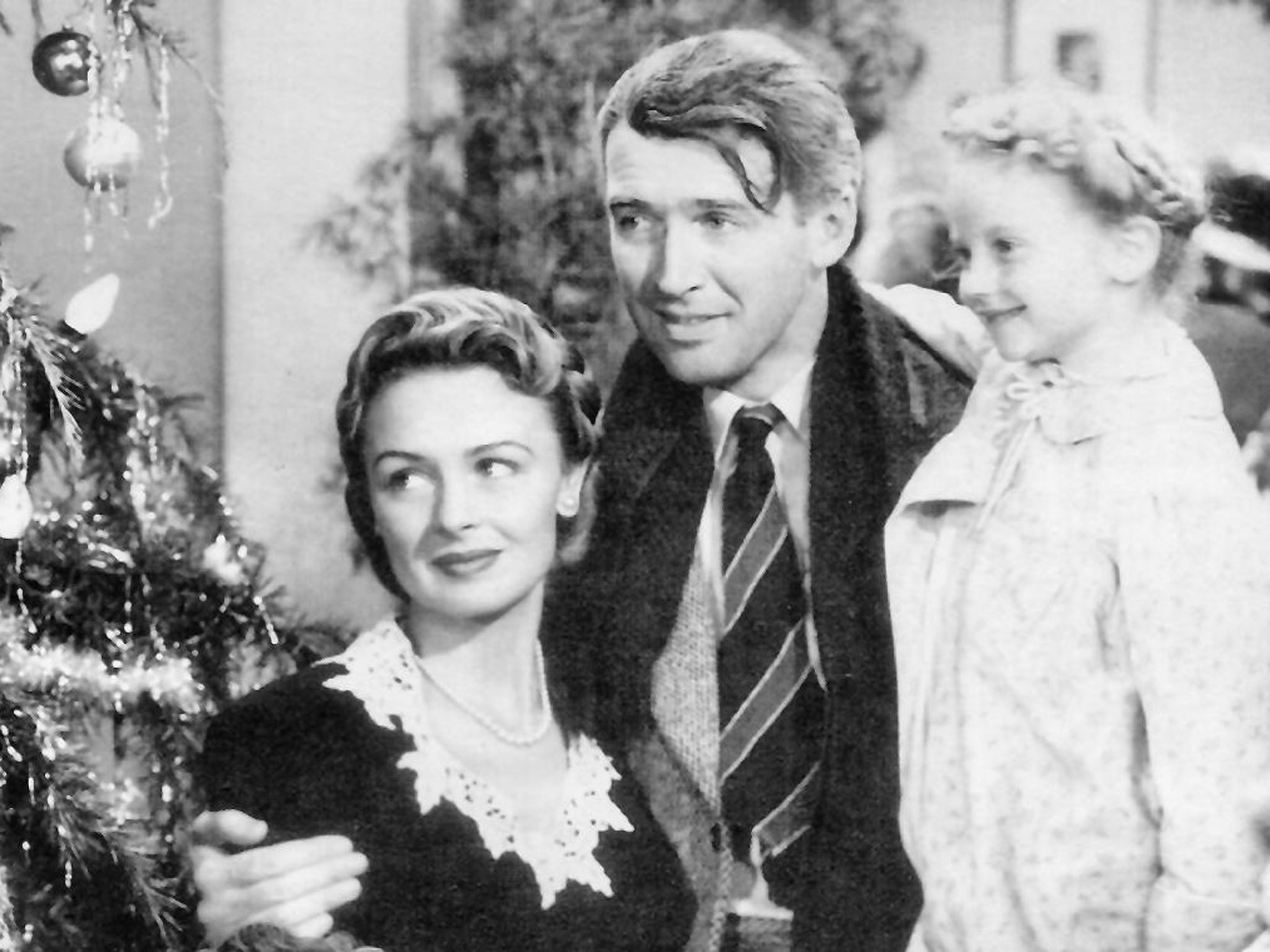
George Bailey (James Stewart) feleségével és egyik lányával

George keserűen megjegyzi, az lett volna a legjobb, ha meg sem született volna. Clarence megmutatja neki, hogy milyen lenne a város akkor, ha ő soha nem létezett volna. Az alternatív valóságban város neve nem Bedford Falls, hanem Pottersville, erkölcstelen éjszakai mulatók és zálogházak otthona. A Bailey Park soha nem épült fel. Gowert évek óta börtönbe küldték, mert megmérgezett egy gyereket, a magára hagyott Martininak sincs már meg a kocsmája. Billy bácsi régóta az őrültek házában van. Harry halott, mert George nem mentette ki a tóból (hiszen nem született meg), és az a több száz katona is halott, akiket a vadászpilóta Harry megmentett volna a háborúban. Édesanyja, Mrs. Baily megkeseredett özvegyként egy panziót működtet, Mary pedig aggszűz könyvtáros.
George kétségbeesetten menekül vissza a hídra, és kéri Istent, hadd élhessen újra, legyen felesége és gyerekei. Az imája meghallgatásra talál. Mikor vidáman hazarohan, a banki ellenőr és a rendőrök már várnak rá, hogy letartóztassák. Ekkor Mary, Billy bácsi és egy özön városi ember érkezik a házához több mint elegendő adománnyal, hogy megmentsék őt és az Építési és Hitel Egyesületet. George barátja, Sam Wainwright (Frank Albertson) egy távíró sorain küld neki egy huszonötezer dolláros hitelkeretet. Harry is megérkezik egyenruhában, aki a városlakókkal együtt elénekli az Auld Lang Syne című dalt bátyja tiszteletére. George felfedez egy ajándékot Clarence-től is, egy Tom Sawyer kalandjai könyvet egy beírással: „Kedves George! Emlékezz, az ember nem vall kudarcot, ha vannak barátai. Köszönet a szárnyakért! Szeretettel: Clarence”. A karácsonyfán megszólal egy harangocska, és kislánya, Zuzu emlékezteti, hogy ez annak jele, ha egy angyal szárnyakat kap.

## Szereposztás
| Színész            | Szereplő                                    | Magyar hang | Magyar hang |
| Színész            | Szereplő                                    | 1. szereposztás (1985) | 2. szereposztás (1995) |
| ------------------ | ------------------------------------------- | --- | --- |
| James Stewart      | George Bailey                               | Benedek Miklós | Kautzky Armand |
| Donna Reed         | Mary Hatch Bailey, George felesége          | Földessy Margit | Györgyi Anna |
| Thomas Mitchell    | Billy bácsi                                 | Szabó Ottó | Koroknay Géza |
| Lionel Barrymore   | Henry F. Potter, gonosz, nyomorék pénzember | Képessy József | Rajhona Ádám |
| Henry Travers      | Clarence Odbody, egy másodosztályú angyal   | Feleki Kamill | Szokolay Ottó |
| Beulah Bondi       | Mrs. Bailey, George anyja                   | Czigány Judit | Gyimesi Pálma |
| Frank Faylen       | Ernie Bishop                                | Koroknay Géza | Csonka András |
| Ward Bond          | Bert                                        | Konrád Antal | Botár Endre |
| Gloria Grahame     | Violet Bick                                 | Farkas Zsuzsa | Rudolf Teréz |
| Samuel S. Hinds    | Peter Bailey, George apja                   | Benkő Gyula | ? |
| Lillian Randolph   | Annie                                       | Martin Márta | ? |
| Frank Albertson    | Sam Wainwright                              | Ujréti László | Kerekes József |
| William Edmunds    | Mr. Martini                                 | Némethy Ferenc | ? |
| Sheldon Leonard    | Nick                                        | Perlaki István | ? |
| Todd Karns         | Harry Bailey, George öccse                  | Balkay Géza | ? |
| H. B. Warner       | Mr. Gower                                   | Szoó György | ? |
| Mary Treen         | Tilly                                       | Tóth Judit | ? |
| Sarah Edwards      | Mrs. Hatch                                  | Győri Ilona | ? |
| Virginia Patton    | Ruth Dakin Bailey                           | Császár Angela | ? |
| Argentina Brunetti | Mrs. Maria Martini                          | Némedi Mari | ? |
| Joseph Granby      | József, angyal                              | Kristóf Tibor | Kristóf Tibor |
| Jimmy Hawkins      | Tommy Bailey                                | ? | ? |
| Karolyn Grimes     | Zuzu Bailey                                 | ? | ? |
| Larry Simms        | Pete Bailey                                 | ? | ? |
| Charles Williams   | Eustace                                     | ? | ? |
| –                  | További szereplők                           | Antal László Bodor Tibor Buss Gyula Czigány Judit Dobránszky Zoltán Farkas Antal Fillár István Haraszin Tibor Józsa Imre Kaló Flórián Kenderesi Tibor Miklósy György Pap Vera Perlaki István Simon György Soós László Surányi Imre Szacsvay László Szerednyey Béla Tahi József Versényi László | Botár Endre Csonka András Gyimesi Pálma Haumann Máté Kerekes József Koroknay Géza Nemes Takách Kata Rajhona Ádám Rudolf Teréz Szokolay Ottó Tímár Andor |

## Szereplőválogatás
A filmtörténész Stephen Cox cáfolja azt az állítást, hogy Capra egyetlen választása George Bailey szerepére James Stewart volt. Szerinte Henry Fonda neve is felmerült.
Mary szerepére Jean Arthur, Ann Dvorak és Ginger Rogers is esélyes volt, mígnem Donna Reedre esett a választás. Elsőnek Arthurnak tettek ajánlatot, de abban az időben a színésznő a Broadway fellépéseit helyezte előtérbe, ezért visszautasította Capra felkérését. Rogers pedig azért mondott nemet, mert a szerepet "túl szelídnek" találta.
Potter szerepére egy listányi színész esélyes volt, többek között Charles Bickford, Edgar Buchanan, Louis Calhern, Victor Jory, Raymond Massey, Vincent Price és még Thomas Mitchell is. Lionel Barrymore-ra azért esett a választás, mert emlékezetesen adta elő Ebenezer Scrooge alakját egy korabeli Karácsonyi ének rádiós feldolgozásában. Barrymore már dolgozott együtt korábban is Caprával az 1938-ban bemutatott Így élni jóban is, ahol a főszereplő szintén James Stewart volt.

## A film háttere
Az eredeti történetet  Philip Van Doren Stern 1939 novemberében írta meg novella formájában. Miután nem tudta kiadni a történetét, úgy döntött, hogy karácsonyi üdvözlőlapon jeleníti meg, és 200 példányban elküldte a családtagjainak és barátainak 1943 decemberében. A történet felkeltette az RKO Pictures egyik producere, David Hempstead figyelmét, aki megmutatta Cary Grant hollywoodi ügynökének, majd 1944 áprilisában az RKO stúdió megvette Van Doren Sterntől a jogokat tízezer dollárért, remélve, hogy a történet Cary Grant érdeklődését is elnyeri. A stúdió három elégtelen forgatókönyvet is készített, mígnem Grant egy másik karácsonyi filmet kezdett el forgatni, A püspök felesége címmel.
Az RKO stúdió vezetője, Charles Koerner javaslatára Frank Capra elolvasta a The Greatest Giftet, amiben azonnal meglátta a kínálkozó lehetőséget. Eladták a gyártási jogokat Capra produkciós cégének, a Liberty Filmsnek, aminek az RKO korábban már kilenc filmjét is forgalmazta, a forgalmazási jog ezúttal is az RKO-nál maradt. Capra és a forgatókönyvíró egy teljesen új szkriptet hoztak össze, a korábbi háromból csak az érdemesebb részeket hagyták meg, a címet pedig átnevezték Az élet csodaszépre.
Amikor Frank Capra a New York állambeli Seneca Fallsba látogatott, a kisváros inspirálta a képzeletbeli Bedford Falls modelljének megalkotásához. Seneca Fallsban ma már minden év decemberében megrendezik Az élet csodaszép fesztivált. 2009-ben a Hotel Clarence is megnyílt benne, George Bailey őrangyaláról elnevezve. 2010-ben megnyitották a kisvárosban Az élet csodaszép múzeumot, a szalagot ünnepélyes keretek között az a Karolyn Grimes vágta át, aki a filmben Zuzut, Bailey egyik kislányát játszotta.
Mind James Stewart (Indiana, Pennsylvania),  mind Donna Reed (Denison, Iowa) kisvárosból származik. Stewart apja a helyi vaskereskedést vezette, ahol ő éveken keresztül besegített. Reed megnyert egy rögtönzött fogadást Lionel Barrymore-ral szemben, amikor megfejt egy tehenet a forgatás alatt.

## Forgatás
A felvételeket az RKO stúdiójában, a kaliforniai Culver Cityben vették fel, és az Encinóban található RKO birtokon. A forgatás egy négy hektáros földterületen történt. A felvételek rögzítése 1946. április 15-én kezdődött és július 27-én ért véget, ami pontosan a 90 napos felvételi határidő végén volt.

## Jelentősebb díjak és jelölések
- Oscar-díj (1947)
  - jelölés: legjobb film – Liberty Films
  - jelölés: legjobb rendező – Frank Capra
  - jelölés: legjobb férfi főszereplő – James Stewart
  - jelölés: legjobb vágó – William Hornbeck
  - jelölés: legjobb hang – John Aalberg
- Golden Globe-díj (1947)
  - díj: legjobb rendező – Frank Capra

## Érdekesség
A fekete-fehér filmet később digitálisan feljavították és kiszínezték.

## Fordítás
- Ez a szócikk részben vagy egészben  az   It's_a_Wonderful_Life című angol Wikipédia-szócikk fordításán alapul.  Az eredeti cikk szerkesztőit annak laptörténete sorolja fel. Ez a jelzés csupán a megfogalmazás eredetét és a szerzői jogokat jelzi, nem szolgál a cikkben szereplő információk forrásmegjelöléseként.